# جواو سياج
جواو سياج (1 ديسمبر 1945 - 5 سبتمبر 2021) اقتصادي برازيلي، أستاذ بقسم الاقتصاد والإدارة والمحاسبة بجامعة ساو باولو وسكرتير المالية لولاية ساو باولو. حصل على درجة الدكتوراه في الاقتصاد من جامعة ييل في نيو هافن كونيتيكت. كان سياج أيضًا رئيسًا لمجلس إدارة بنك إنتر أمريكا إسبريس في ساو باولو ومدير مؤسسة معهد البحوث الاقتصادية في جامعة ساو باولو.

## أراء سياسية
وصفت مجلة إبوكا البرازيلية سياج في مقابلة بأنه أكاديمي لديه آراء انتقائية في السياسة والاقتصاد. وهو معروف بتحليله للنزاع الاقتصادي بين اقتصاد كينزي ومدرسة شيكاغو، ويُزعم أنه لا يتخذ تحيزًا محددًا تجاه أي من الجانبين. ناقش السيد سياج عدة مرات وعلق على الأزمة السياسية الحالية المحيطة بديلما روسيف وحزب العمال، إلى جانب تأثيرها على اقتصاد البلاد. وقد وصف بأنه «متشكك» فيما يتعلق بالوعود التي تدعيها الحكومة البرازيلية الحالية وقدرتها على إدارة الوضع الحالي للاقتصاد.